# Lysimachia grammica
Lysimachia grammica là một loài thực vật có hoa trong họ Anh thảo. Loài này được Hance mô tả khoa học đầu tiên năm 1866.